# Lago Carlos Pellegrini
Lago Carlos Pellegrini är en sjö i Argentina.   Den ligger i provinsen Chubut, i den sydvästra delen av landet, 1 400 km sydväst om huvudstaden Buenos Aires. Lago Carlos Pellegrini ligger 552 meter över havet. Arean är 4,7 kvadratkilometer. Den sträcker sig 3,1 kilometer i nord-sydlig riktning, och 3,8 kilometer i öst-västlig riktning.
Följande samhällen ligger vid Lago Carlos Pellegrini:
- Cholila (2 228 invånare)

Trakten runt Lago Carlos Pellegrini består i huvudsak av gräsmarker. Trakten runt Lago Carlos Pellegrini är nära nog obefolkad, med mindre än två invånare per kvadratkilometer.